# لينا أولين
لينا ماريا جونا أولين (بالسويدية: Lena Olin)‏ (من مواليد 22 مارس 1955) هي ممثلة سويدية مشهورة وزوجة المخرج السويدي الكبير لاسي هالستروم. من أشهر أفلامها، فيلم البوابة التاسعة وفيلم شوكولا مع الممثل الكبير جوني ديب.
درست أولين في أكاديمية الفنون المسرحية الوطنية في السويد. لدى اولين ثلاثة اخوة وهي اصغرهم وهي ابنة ممثلة سويدية مشهورة.

## البوابة التاسعة (1999)
يتحدث الفيلم عن دين كورسو ويقوم بتمثيل دوره جوني ديب من سكان مدينة نيويورك يعمل في مجال الكتب النادرة فقط بدافع الكسب المالي. يتلقى اتصالاً من جامع الكتب الثري بوريس البلقان، ويمثل دوره فرانك لانجيلا. يستعير كورسو نسخة من البوابة التاسعة. ويتضمن الكتاب تسعة نقوش تفسر الأساطير. فرانك لانجيلا يشتبه في أن الكتاب قد يكون مزوراً، ويسأل كورسو فيما إذا كان بإمكانه السفر إلى أوروبا للتأكد من وجود نسخة أخرى أصلية للكتاب من عدمها. وإذا كان الأمر كذلك، يجب عليه البحث عنها في أوروبا، مهما كان الثمن أو بأية وسيلة.

## شوكولا (2000)
فيان روشر (جولييت بيونشي) كأجدادها تبدأ بالتجول عبر فرنسا. في شتاء 1959 تسافر إلى بلدة فرنسية هادئة حيث تقوم هي وابنتها أنووك (فيكتوريا ثيفيسول) بفتح محل صغير لبيع الشوكولا. قريبا ما تقوم جولييت بإعادة الشغف لحياة زوج وزوجته، وتشجع حب رجل كبير، وتجلب الراحة لإمراة مربكة تتمنى أن تترك زوجها السكير والذي يسيء إليها. و مع هذا فإن المحافظ التقي (ألفريد مولينا) يرى فيان بأنها إمراة فاسقة ويعمل ضدها بخفية. المعركة تبلغ ذروتها عندما تأتي فرقة مكونة من غجر النهر وتخيم بالقرب من البلدة، وتجد فيان نفسها معجبة بمتجول أيرلندي اسمه روكس جوني ديب و الذي بدوره يعجب بها.

## روابط خارجية
- لينا أولين على موقع IMDb (الإنجليزية)
- لينا أولين على موقع روتن توميتوز (الإنجليزية)
- لينا أولين على موقع مونزينجر (الألمانية)
- لينا أولين على موقع قاعدة بيانات الأفلام العربية
- لينا أولين على موقع ألو سيني (الفرنسية)
- لينا أولين على موقع ميوزك برينز (الإنجليزية)
- لينا أولين على موقع تيرنر كلاسيك موفيز (الإنجليزية)
- لينا أولين على موقع أول موفي (الإنجليزية)
- لينا أولين على موقع قاعدة بيانات الأفلام السويدية (السويدية)
- لينا أولين على موقع إن إن دي بي (الإنجليزية)